# West Tytherley
West Tytherley est une paroisse civile et un village du Hampshire, en Angleterre.